# Александр Ажа
Александр Жуан-Аркаді (фр. Alexandre Jouan-Arcady), професійно відомий як Александр Ажа (фр. Alexandre Aja; нар. 7 серпня 1978) — французький кінорежисер, сценарист і продюсер, найбільш відомий своїми роботами в жанрі жахів. 
Став всесвітньо відомим завдяки своєму фільму жахів 2003 року Криваві жнива. Він також є режисером таких відомих фільмів, як Пагорби мають очі (2006),  Дзеркала (2008), Піраньї 3D (2010), Роги (2013) та Хижаки (2019).

## Життєпис
Син уродженця Алжиру єврейського походження, кінорежисера Александра Аркаді і кінокритикині Марі-Жо Жуан. Дитиною кілька разів знявся у фільмах батька під ім'ям Александр Жуан. Дружина — марокканська кінорежисерка Лаїла Марракчі.
Дебютував у віці 18 років з короткометражкою «Над веселкою», за яку номінувався на Золоту пальмову гілку в номінації кращий короткометражний фільм на Каннському кінофестивалі. 1999 року зняв фільм «Фурії» за мотивами оповідання Хуліо Кортасара «Графіті».
Наступний фільм «Криваві жнива» вийшов у Франції в 2003, у Великій Британії в 2004 й у США в 2005. Цей французький слешер здобув широке визнання серед любителів жанру. Після його перегляду Вес Крейвен запропонував Ажі зняти ремейк фільму «Пагорби мають очі».

## Фільмографія
Режисер
- 1997 — Над веселкою / Over the Rainbow — короткометражний
- 1999 — Несамовиті / Furia
- 2003 — Висока напруга / Haute tension (перша премія за режисуру на МКФ в Сіджасі)
- 2006 — Пагорби мають очі / The Hills Have Eyes
- 2008 — Дзеркала / Mirrors
- 2010 — Піраньї 3D / Piranha 3D
- 2013 — Роги / Horns
- 2016 — Дев’яте життя Луї Дракса / The 9th Life of Louis Drax
- 2019 — Хижаки / Crawl
- 2021 — Кисень / Oxygen
- 2024 — Хижий ліс / Never Let Go

Сценарист
- 2002 — Останній світанок / Entre chiens et loups
- 2003 — Висока напруга / Haute tension
- 2007 — Парковка / P2
- 2012 — Маніяк / Maniac

Продюсер
- 2007 — Парковка / P2
- 2012 — Маніяк / Maniac
- 2013 — Роги / Horns
- 2014 — Піраміда / The Pyramid
- 2016 — По той бік дверей / The Other Side of the Door
- 2016 — Дев’яте життя Луї Дракса / The 9th Life of Louis Drax
- 2019 — Хижаки / Crawl

Актор
- 1981 — День спокути / Le Grand Pardon
- 1983 — Великий карнавал / Le grand carnaval
- 1989 — Священний союз / L'Union sacrée
- 1992 — День спокути 2 / Le Grand Pardon II